# Ніко Гямяляйнен
Ніко Гямяляйнен (фін. Niko Hämäläinen, нар. 5 березня 1997, Вест-Палм-Біч) — фінський футболіст, лівий  захисник англійського клубу КПР та національної збірної Фінляндії.

## Клубна кар'єра
Народився 5 березня 1997 року в місті Вест-Палм-Біч. Розпочав займатись футболом у США в клубах «Веллінгтон Вейв», «Флорида», та «Даллас», а 18 вересня 2014 року перейшов в академію англійського «Квінз Парк Рейнджерс». Для отримання ігрової практики 6 серпня 2015 року Ніко був відданий в оренду до клубу англійської Другої ліги «Дагенем енд Редбрідж», у складі якого і дебютував на дорослому рівні, зігравши по одному матчу чемпіонату та кубка ліги.
1 жовтня 2016 року Гямяляйнен дебютував за першу команду «Квінз Парк Рейнджерс» у Чемпіоншипі в матчі дербі Західного Лондона проти «Фулгема» (2:1), замінивши Джоела Лінча на 81-й хвилині. Втім так і не ставши основним гравцем клубу, Гямяляйнен у лютому 2019 року був відданий в оренду до клубу MLS «Лос-Анджелес», а у сезоні 2019/20 також на правах оренди грав за шотландський «Кілмарнок».
Повернувшись до КПР став основним гравцем команди. Станом на 10 червня 2021 року відіграв за лондонську команду 25 матчів у національному чемпіонаті.

## Виступи за збірні
Незважаючи на те, що Гямяляйнен народився у США, він вирішив виступати за збірну батьківщини свого батька і 2015 року дебютував у складі юнацької збірної Фінляндії (U-18). Загалом на юнацькому рівні взяв участь у 14 іграх, відзначившись одним забитим голом.
Протягом 2016—2018 років залучався до складу молодіжної збірної Фінляндії. На молодіжному рівні зіграв у 12 офіційних матчах.
11 січня 2019 року дебютував в офіційних іграх у складі національної збірної Фінляндії в товариському матчі проти Естонії (1:2), зігравши 84 хвилини, поки його не замінив Юха Пірінен.
У травні 2021 року був включений до розширеного списку збірної на чемпіонат Європи 2020 року у різних країнах, але у остаточну заявку, оприлюднену 1 червня не потрапив. Втім один з гравців у заявці, Саулі Вяйсянен, травмувався і 3 червня напередодні старту турніру його замінив Гямяляйнен, поїхавши таким чином на турнір.

## Статистика виступів

### Статистика клубних виступів
| Сезон             | Команда                | Чемпіонат         | Чемпіонат | Чемпіонат | Національний кубок | Національний кубок | Національний кубок | Континентальні кубки | Континентальні кубки | Континентальні кубки | Інші змагання | Інші змагання | Інші змагання | Усього | Усього |
| Сезон             | Команда                | Ліга              | Ігор      | Голів     | Ліга               | Ігор               | Голів              | Ліга                 | Ігор                 | Голів                | Ліга          | Ігор          | Голів         | Ігор   | Голів  |
| ----------------- | ---------------------- | ----------------- | --------- | --------- | ------------------ | ------------------ | ------------------ | -------------------- | -------------------- | -------------------- | ------------- | ------------- | ------------- | ------ | ------ |
| серп.-жовт. 2015  | «Дагенем & Редбрідж»   | 2Л (IV)           | 1         | 0         | КА+КЛ              | 0+1                | 0                  | -                    | -                    | -                    | -             | -             | -             | 2      | 0      |
| 2016–17           | «Квінз Парк Рейнджерс» | ЧФЛ (ІІ)          | 3         | 0         | КА+КЛ              | 0+1                | 0                  | -                    | -                    | -                    | -             | -             | -             | 4      | 0      |
| 2017–18           | «Квінз Парк Рейнджерс» | ЧФЛ (ІІ)          | -         | -         | КА+КЛ              | -                  | -                  | -                    | -                    | -                    | -             | -             | -             | -      | -      |
| 2018-лют.2019     | «Квінз Парк Рейнджерс» | ЧФЛ (ІІ)          | -         | -         | КА+КЛ              | 0+2                | 0+0                | -                    | -                    | -                    | -             | -             | -             | 2      | 0      |
| лют.-черв. 2019   | «Лос-Анджелес»         | MLS               | 3         | 0         | КЛХ                | 0                  | 0                  | -                    | -                    | -                    | -             | -             | -             | 3      | 0      |
| 2019–20           | «Кілмарнок»            | ШП                | 28        | 0         | КШ+КЛ              | 3+1                | 0+0                | -                    | -                    | -                    | -             | -             | -             | 32     | 0      |
| 2020–21           | «Квінз Парк Рейнджерс» | ЧФЛ (ІІ)          | 22        | 0         | КА+КЛ              | 1+0                | 0+0                | -                    | -                    | -                    | -             | -             | -             | 23     | 0      |
| Усього за КПР     | Усього за КПР          | Усього за КПР     | 25        | 0         |                    | 4                  | 0                  |                      | -                    | -                    |               | -             | -             | 29     | 0      |
| Усього за кар'єру | Усього за кар'єру      | Усього за кар'єру | 57        | 0         |                    | 9                  | 0                  |                      | -                    | -                    |               | -             | -             | 66     | 0      |

## Особисте життя
Батько Ніко, фін Тімо Хямялайнен, був футболістом і у 1978–1982 роках грав у чемпіонаті Фінляндії за «Копаріт», після чого переїхав до США. Там Тімо зустрівся з афроамериканкою, від якої в нього і народився Ніко.